# Lijst van afleveringen van Family Ties
Dit is een lijst met afleveringen van de Amerikaanse televisieserie Family Ties. De serie telt 7 seizoenen. Een overzicht van alle afleveringen is hieronder te vinden.

## Seizoen 1
| Nr. | Titel aflevering             | Uitzenddatum VS   |
| --- | ---------------------------- | ----------------- |
| 1   | Pilot                        | 22 september 1982 |
| 2   | Not with My Sister You Don't | 29 september 1982 |
| 3   | I Know Jennifer's Boyfriend  | 6 oktober 1982    |
| 4   | Summer of '82                | 27 oktober 1982   |
| 5   | I Never Killed for My Father | 3 november 1982   |
| 6   | Give Your Uncle a Kiss       | 10 november 1982  |
| 7   | Big Brother Is Watching      | 17 november 1982  |
| 8   | No Nukes Is Good Nukes       | 24 november 1982  |
| 9   | Death of a Grocer            | 1 december 1982   |
| 10  | Have Gun, Will Unravel       | 8 december 1982   |
| 11  | A Christmas Story            | 15 december 1982  |
| 12  | Oops                         | 22 december 1982  |
| 13  | Sherry Baby                  | 12 januari 1983   |
| 14  | The Fugitive: Part 1         | 19 januari 1983   |
| 15  | The Fugitive: Part 2         | 26 januari 1983   |
| 16  | Margin of Error              | 9 februari 1983   |
| 17  | French Lessons               | 16 februari 1983  |
| 18  | I Gotta Be Ming              | 23 februari 1983  |
| 19  | Suzanne Takes You Down       | 16 maart 1983     |
| 20  | The Fifth Wheel              | 28 maart 1983     |
| 21  | Stage Fright                 | 4 april 1983      |
| 22  | Elyse D'Arc                  | 11 april 1983     |

## Seizoen 2
| Nr. | Titel aflevering           | Uitzenddatum VS   |
| --- | -------------------------- | ----------------- |
| 1   | Tender Is the Knight       | 28 september 1983 |
| 2   | The Homecoming             | 12 oktober 1983   |
| 3   | The Harder They Fall       | 19 oktober 1983   |
| 4   | This Year's Model          | 26 oktober 1983   |
| 5   | Not an Affair to Remember  | 2 november 1983   |
| 6   | Speed Trap                 | 9 november 1983   |
| 7   | Sweet Lorraine             | 16 november 1983  |
| 8   | Batter Up                  | 30 november 1983  |
| 9   | A Keaton Christmas Carol   | 14 december 1983  |
| 10  | To Snatch a Keith          | 21 december 1983  |
| 11  | Birthday Boy               | 5 januari 1984    |
| 12  | Go Tigers                  | 12 januari 1984   |
| 13  | 'M' Is for the Many Things | 19 januari 1984   |
| 14  | Say Uncle                  | 26 januari 1984   |
| 15  | Ladies' Man                | 2 februari 1984   |
| 16  | Ready or Not               | 9 februari 1984   |
| 17  | Double Date                | 16 februari 1984  |
| 18  | Lady Sings the Blues       | 23 februari 1984  |
| 19  | Baby Boy Doe               | 8 maart 1984      |
| 20  | The Graduate               | 15 maart 1984     |
| 21  | Diary of a Young Girl      | 3 mei 1984        |
| 22  | Working at It              | 10 mei 1984       |
| 23  | The Gambler                | 20 september 1984 |

## Seizoen 3
| Nr. | Titel aflevering                      | Uitzenddatum VS   |
| --- | ------------------------------------- | ----------------- |
| 1   | Here We Go Again                      | 27 september 1984 |
| 2   | Little Man on Campus                  | 4 oktober 1984    |
| 3   | Love Thy Neighbor                     | 11 oktober 1984   |
| 4   | Keaton and Son                        | 18 oktober 1984   |
| 5   | Fabric Smarts                         | 25 oktober 1984   |
| 6   | Hotline Fever                         | 1 november 1984   |
| 7   | 4 Rms Ocn Vu                          | 8 november 1984   |
| 8   | Best Man                              | 15 november 1984  |
| 9   | Lost Weekend                          | 22 november 1984  |
| 10  | Don't Kiss Me, I'm Only the Messenger | 29 november 1984  |
| 11  | Help Wanted                           | 6 december 1984   |
| 12  | Karen II, Alex 0                      | 13 december 1984  |
| 13  | Oh, Donna                             | 3 januari 1985    |
| 14  | Auntie Up                             | 10 januari 1985   |
| 15  | Philadelphia Story                    | 17 januari 1985   |
| 16  | Birth of a Keaton: Part 1             | 24 januari 1985   |
| 17  | Birth of a Keaton: Part 2             | 31 januari 1985   |
| 18  | Cry Baby                              | 7 februari 1985   |
| 19  | Don't Know Much About History         | 14 februari 1985  |
| 20  | Bringing Up Baby                      | 21 februari 1985  |
| 21  | Cold Storage                          | 7 maart 1985      |
| 22  | Remembrances of Things Past: Part 1   | 28 maart 1985     |
| 23  | Remembrances of Things Past: Part 2   | 28 maart 1985     |

## Seizoen 4
| Nr. | Titel aflevering           | Uitzenddatum VS   |
| --- | -------------------------- | ----------------- |
| 1   | The Real Thing: Part 1     | 26 september 1985 |
| 2   | The Real Thing: Part 2     | 3 oktober 1985    |
| 3   | Mr. Wrong                  | 17 oktober 1985   |
| 4   | Designated Hitter          | 24 oktober 1985   |
| 5   | Don't Go Changing          | 31 oktober 1985   |
| 6   | The Old College Try        | 7 november 1985   |
| 7   | My Tutor                   | 14 november 1985  |
| 8   | Mr. Right                  | 21 november 1985  |
| 9   | Just One Look              | 5 december 1985   |
| 10  | How Do You Sleep?          | 12 december 1985  |
| 11  | You've Got a Friend        | 19 december 1985  |
| 12  | Nothing but a Man          | 2 januari 1986    |
| 13  | The Disciple               | 9 januari 1986    |
| 14  | Where's Poppa?             | 16 januari 1986   |
| 15  | Fool for Love              | 23 januari 1986   |
| 16  | Checkmate                  | 30 januari 1986   |
| 17  | Engine Trouble             | 6 februari 1986   |
| 18  | A Word to the Wise: Part 1 | 13 februari 1986  |
| 19  | A Word to the Wise: Part 2 | 13 februari 1986  |
| 20  | Art Lover                  | 20 februari 1986  |
| 21  | Teacher's Pet              | 2 maart 1986      |
| 22  | My Buddy                   | 6 maart 1986      |
| 23  | Once in Love with Elyse    | 1 mei 1986        |
| 24  | Paper Chase                | 8 mei 1986        |

## Seizoen 5
| Nr. | Titel aflevering             | Uitzenddatum VS   |
| --- | ---------------------------- | ----------------- |
| 1   | Be True to Your Preschool    | 25 september 1986 |
| 2   | Starting Over                | 2 oktober 1986    |
| 3   | The Freshman and the Senior  | 9 oktober 1986    |
| 4   | My Back Pages                | 16 oktober 1986   |
| 5   | Beauty and the Bank          | 30 oktober 1986   |
| 6   | Mrs. Wrong: Part 1           | 6 november 1986   |
| 7   | Mrs. Wrong: Part 2           | 13 november 1986  |
| 8   | The Big Fix                  | 17 november 1986  |
| 9   | My Brother's Keeper          | 20 november 1986  |
| 10  | High School Confidential     | 4 december 1986   |
| 11  | Paper Lion                   | 11 december 1986  |
| 12  | My Mother, My Friend         | 18 december 1986  |
| 13  | O'Brother: Part 1            | 8 januari 1987    |
| 14  | O'Brother: Part 2            | 15 januari 1987   |
| 15  | Higher Love                  | 22 januari 1987   |
| 16  | Architect's Apprentice       | 29 januari 1987   |
| 17  | A Tale of Two Cities: Part 1 | 5 februari 1987   |
| 18  | A Tale of Two Cities: Part 2 | 12 februari 1987  |
| 19  | Battle of the Sexes: Part 1  | 19 februari 1987  |
| 20  | Battle of the Sexes: Part 2  | 19 februari 1987  |
| 21  | Band on the Run              | 26 februari 1987  |
| 22  | Keaton vs. Keaton            | 5 maart 1987      |
| 23  | A, My Name Is Alex: Part 1   | 12 maart 1987     |
| 24  | A, My Name Is Alex: Part 2   | 12 maart 1987     |
| 25  | 'D' Is for Date              | 20 maart 1987     |
| 26  | Love Me Do                   | 30 april 1987     |
| 27  | The Visit                    | 7 mei 1987        |
| 28  | Matchmaker                   | 23 juli 1987      |
| 29  | It's My Party: Part 1        | 6 augustus 1987   |
| 30  | It's My Party: Part 2        | 13 augustus 1987  |

## Seizoen 6
| Nr. | Titel aflevering                              | Uitzenddatum VS   |
| --- | --------------------------------------------- | ----------------- |
| 1   | The Last of the Red Hot Psychologists: Part 1 | 13 september 1987 |
| 2   | The Last of the Red Hot Psychologists: Part 2 | 13 september 1987 |
| 3   | Dear Mallory                                  | 20 september 1987 |
| 4   | The Other Woman                               | 27 september 1987 |
| 5   | Dream Date                                    | 4 oktober 1987    |
| 6   | Super Mom                                     | 18 oktober 1987   |
| 7   | Walking on Air                                | 25 oktober 1987   |
| 8   | Invasion of the Psychologist Snatchers        | 1 november 1987   |
| 9   | The Way We Were                               | 8 november 1987   |
| 10  | Mister Sister                                 | 15 november 1987  |
| 11  | Citizen Keaton                                | 22 november 1987  |
| 12  | Father Time: Part 1                           | 29 november 1987  |
| 13  | Father Time: Part 2                           | 6 december 1987   |
| 14  | The American Family: Part 1                   | 13 december 1987  |
| 15  | The American Family: Part 2                   | 13 december 1987  |
| 16  | Anniversary Waltz                             | 16 december 1987  |
| 17  | Miracle in Columbus                           | 20 december 1987  |
| 18  | The Play's the Thing                          | 10 januari 1988   |
| 19  | The Spirit of Columbus                        | 17 januari 1988   |
| 20  | The Blues Brother                             | 24 januari 1988   |
| 21  | Read It and Weep: Part 1                      | 7 februari 1988   |
| 22  | Read It and Weep: Part 2                      | 14 februari 1988  |
| 23  | Quitting Time                                 | 21 februari 1988  |
| 24  | Spring Reminds Me                             | 28 februari 1988  |
| 25  | The Boys Next Door                            | 6 maart 1988      |
| 26  | Sign of the Times                             | 13 maart 1988     |
| 27  | Return of the Native                          | 20 maart 1988     |
| 28  | Father, Can You Spare a Dime?                 | 1 mei 1988        |

## Seizoen 7
| Nr. | Titel aflevering                          | Uitzenddatum VS  |
| --- | ----------------------------------------- | ---------------- |
| 1   | It Happened One Night                     | 30 oktober 1988  |
| 2   | Designing Woman                           | 6 november 1988  |
| 3   | Truckers                                  | 13 november 1988 |
| 4   | Beyond Therapy                            | 27 november 1988 |
| 5   | Heartstrings: Part 1                      | 4 december 1988  |
| 6   | Heartstrings: Part 2                      | 11 december 1988 |
| 7   | Heartstrings: Part 3                      | 18 december 1988 |
| 8   | Basic Training                            | 1 januari 1989   |
| 9   | Deja Vu                                   | 8 januari 1989   |
| 10  | Nick's Best Friend                        | 15 januari 1989  |
| 11  | Get Me to the Living Room on Time         | 29 januari 1989  |
| 12  | The Job Not Taken                         | 5 februari 1989  |
| 13  | The Wrecker's Ball                        | 12 februari 1989 |
| 14  | My Best Friend's Girl                     | 19 februari 1989 |
| 15  | 'Til Her Daddy Takes the T-Bird Away      | 26 februari 1989 |
| 16  | Simon Says                                | 5 maart 1989     |
| 17  | All in the Neighborhood: Part 1           | 12 maart 1989    |
| 18  | All in the Neighborhood: Part 2           | 19 maart 1989    |
| 19  | They Can't Take That Away from Me: Part 1 | 2 april 1989     |
| 20  | They Can't Take That Away from Me: Part 2 | 9 april 1989     |
| 21  | Rain Forests Keep Fallin' on My Head      | 16 april 1989    |
| 22  | Wrap Around the Clock: Part 1             | 23 april 1989    |
| 23  | Wrap Around the Clock: Part 2             | 23 april 1989    |
| 24  | Mr. Keaton Takes a Vacation               | 7 mei 1989       |
| 25  | Alex Doesn't Live Here Anymore: Part 1    | 14 mei 1989      |
| 26  | Alex Doesn't Live Here Anymore: Part 2    | 14 mei 1989      |